# Jarosław Grzesik
Jarosław Grzesik (ur. 4 lutego 1984) – polski hokeista.

## Kariera
- SKH Sanok (2001-2003)
- SMS I Sosnowiec (2003-2004)
- KH Sanok (2004-2009)
- Legia Warszawa (2009-2015)
- Warsaw Capitals (2015-)

Wychowanek sanockiego klubu. Absolwent NLO SMS PZHL Sosnowiec z 2003. W barwach reprezentacji Polski do lat 18 uczestniczył w turnieju mistrzostw świata juniorów do lat 18 w 2002 (Dywizja II). Na początku kariery grał na pozycji napastnika. Później został przekwalifikowany na obrońcę. W barwach KH Sanok występował w I lidze i ekstralidze do października 2009. Podjął także występy w Sanockiej Lidze Unihokeja. Od listopada 2009 zawodnik Legii Warszawa w I lidze. Od 2015 zawodnik Warsaw Capitals w II lidze.

## Sukcesy
Reprezentacyjne
- Awans do mistrzostw świata do lat 18 Dywizji I: 2002

Klubowe
- Awans do ekstraligi: 2004 z KH Sanok